# Linaloeträd
Linaloeträd (Bursera penicillata) är ett kinesträd som först beskrevs av Sesse & Moc., och fick sitt nu gällande namn av Adolf Engler. Linaloeträd ingår i släktet Bursera och familjen Burseraceae. Inga underarter finns listade i Catalogue of Life.